# Barnet (gmina w Vermont)
Barnet – gmina (town) w Stanach Zjednoczonych, w stanie Vermont, w hrabstwie Caledonia.